# Chloroform-Fumigation-Extraktion
Die Chloroform-Fumigation-Extraktion (CFE) ist eine Methode zur Bestimmung der mikrobiellen Biomasse in Böden.

## Prinzip
Die Bodenprobe wird in zwei Teilproben aufgeteilt. Eine Teilprobe wird mit 0,5 mol L−1 K2SO4-Lösung extrahiert und der Extrakt filtriert. Die zweite Teilprobe wird 24 Stunden in einem Exsikkator mit Chloroform fumigiert. Das Chloroform dringt dabei in die Bodenporen ein, tötet die Mikroorganismen und lysiert die Zellen. Anschließend wird das Chloroform durch mehrfaches Evakuieren und Belüften entfernt. Die Teilprobe wird dann ebenfalls extrahiert. In den Extrakten wird der gelöste organische Kohlenstoff (DOC) oder der Gesamtstickstoff bestimmt.
Der mikrobielle Kohlenstoff Cmic wird berechnet als:
{\displaystyle C_{mic}={\frac {C_{DOC,f}-C_{DOC,nf}}{k_{EC}}}}
- CDOC,f – DOC-Konzentration im Extrakt aus der fumigierten Teilprobe (g g−1 Trockenmasse)
- CDOC,nf – DOC-Konzentration im Extrakt aus der nicht fumigierten Teilprobe (g g−1 Trockenmasse)
- kEC – Extraktionsfaktor

Der mikrobielle Stickstoff Nmic wird berechnet als:
{\displaystyle N_{mic}={\frac {C_{N,f}-C_{N,nf}}{k_{EN}}}}
- CN,f – N-Konzentration im Extrakt aus der fumigierten Teilprobe (g g−1 Trockenmasse)
- CN,nf – N-Konzentration im Extrakt aus der nicht fumigierten Teilprobe (g g−1 Trockenmasse)
- kEN – Extraktionsfaktor

## Extraktionsfaktoren
Die Extraktionsfaktoren berücksichtigen, dass nicht alle Zellen vollständig lysiert werden und ein Teil des organischen Kohlenstoffs bzw. Stickstoffs am Boden adsorbiert oder beim Filtrieren zurückgehalten wird. Die Faktoren wurden durch Vergleich von Ergebnissen der CFE-Methode mit Ergebnissen der Chloroform-Fumigation-Inkubation ermittelt. Die dabei ermittelten Mittelwerte sind kEC=0,45 und kEN=0,54. Für einzelne Böden können diese Werte deutlich vom Mittelwert abweichen. Dennoch werden die Mittelwerte meist verwendet und keine Kalibrierung der Methode im Einzelfall durchgeführt.

## Nachteile und Kritik
Das Verfahren ist sehr ungenau. Selbst bei gesiebten und damit homogenisierten Proben sind Variationskoeffizienten von 20 % nicht selten. Feinwurzeln können zu einer Überschätzung der mikrobiellen Biomasse führen und müssen gegebenenfalls vor dem Verfahren entfernt werden. Gerade bei tonigen Böden wird Chloroform zum Teil nicht vollständig durch das Evakuieren entfernt und kann dadurch ebenfalls zu einer Überschätzung führen. Trotz dieser Nachteile ist die Anwendung des Verfahrens weit verbreitet, da es kostengünstig und einfach durchzuführen ist und mögliche Alternativen auch Nachteile aufweisen.

## Alternativen
Mögliche Alternativen sind substratinduzierte Respiration (SIR), Chloroform-Fumigation-Inkubation und Bestimmung der extrahierbaren Phospholipid-Fettsäuren (PLFA). Die Bestimmung der Gesamt-DNA ist weniger geeignet, da der Anteil der DNA an der Gesamtbiomasse (besonders zwischen Bakterien und Pilzen) erheblich variieren kann.

## Belege
DIN ISO 14240-2: 1997 Bodenbeschaffenheit – Bestimmung der mikrobiellen Biomasse von Böden – Teil 2: Fumigations-Extraktionsverfahren